# Transporter Rozpoznania Inżynieryjnego
Der TRI Hors (aus dem Polnischen Transporter Rozpoznania Inżynieryjnego Hors) ist ein polnisches gepanzertes Aufklärungsfahrzeug, das auf dem russischen MT-LB basiert, der in der VR Polen seit den 1970er-Jahren von Huta Stalowa Wola in Lizenz gefertigt wurde.

## Technik
Der TRI Hors dient als Aufklärungsfahrzeug und hat die Aufgabe, beim Bau von Brücken und beim gegnerischen Einsatz von Chemiewaffen zu helfen. Im TRI Hors befindet sich Platz für sieben Besatzungsmitglieder.